# Conspinaria similis
Conspinaria similis är en stekelart som beskrevs av Long och Van Achterberg 2008. Conspinaria similis ingår i släktet Conspinaria och familjen bracksteklar. Inga underarter finns listade i Catalogue of Life.